# Dos en el mundo
Dos en el mundo es una película argentina de 1966 bajo la dirección de Solly Schroder.

## Ficha
- Guion: Solly Schroder
- Fotografía: Adelqui Camusso
- Música: César Bolaños
- Montaje: Gerardo Rinaldi
- Género: Drama
- Lenguaje: Español
- Color: Blanco y negro
- Duración: 80 minutos
- Fecha de Estreno: 30 de marzo de 1966

## Reparto
- Elisa Christian Galvé
- Carlos Estrada
- Norberto Suárez
- Ariel Absalón
- Daniel de Alvarado
- Blanca del Prado
- Bettina Hudson
- Fernando Tacholas Iglesias
- Alejandro Anderson
- Sergio Corona
- Fernando Vegal
- Linda Peretz